# Албемарл (округ, Вірджинія)
Шаблон:StateAbbr_ 38°02′ пн. ш. 78°34′ зх. д. / 38.03° пн. ш. 78.56° зх. д.
Округ Албемарл (англ. Albemarle County) — округ (графство) у штаті Вірджинія, США. Ідентифікатор округу 51003.

## Історія
Округ утворений 1744 року.

## Демографія
За даними перепису 2000 року загальне населення округу становило 79236 осіб, зокрема міського населення було 41014, а сільського — 38222. Серед мешканців округу чоловіків було 38002, а жінок — 41234. В окрузі було 31876 домогосподарств, 21069 родин, які мешкали в 33720 будинках. Середній розмір родини становив 2,99.
Віковий розподіл населення поданий у таблиці:
| Стать    | До 15 років | 15-21 | 22-29 | 30-39 | 40-49 | 50-65 | 65-85 | Понад 85 |
| -------- | ----------- | ----- | ----- | ----- | ----- | ----- | ----- | -------- |
| Чоловіки | 8395        | 3158  | 4035  | 5801  | 6345  | 6109  | 3834  | 325      |
| Жінки    | 8102        | 2950  | 4239  | 6404  | 7078  | 6700  | 4927  | 834      |

## Суміжні округи
- Шарлотсвілл (анклав)
- Ґрін — північ
- Орандж — північний схід
- Луїза — схід
- Флуванна — південний схід
- Бакінгем — південь
- Нелсон — південний захід
- Огаста — захід
- Рокінгем — північний захід

## Виноски
1. ↑  U.S. Decennial Census. United States Census Bureau. Архів оригіналу за 26 квітня 2015. Процитовано 31 грудня 2013.
2. ↑  Historical Census Browser. University of Virginia Library. Архів оригіналу за 11 серпня 2012. Процитовано 31 грудня 2013.
3. ↑  Population of Counties by Decennial Census: 1900 to 1990. United States Census Bureau. Архів оригіналу за 15 грудня 2013. Процитовано 31 грудня 2013.
4. ↑  Census 2000 PHC-T-4. Ranking Tables for Counties: 1990 and 2000 (PDF). United States Census Bureau. Архів оригіналу (PDF) за 18 грудня 2014. Процитовано 31 грудня 2013.
5. ↑  State & County QuickFacts. United States Census Bureau. Процитовано 31 грудня 2013.(англ.) Наведено за англійською вікіпедією.
6. ↑  American FactFinder. Бюро перепису населення США. Архів оригіналу за 26 лютого 2012. Процитовано 31 січня 2008. [Архівовано 2008-05-21 у Wayback Machine.]

| США | Це незавершена стаття з географії США. Ви можете допомогти проєкту, виправивши або дописавши її. |